# Сказка о царевиче и трёх лекарях
«Сказка о царевиче и трёх лекарях» — мультипликационный фильм студии Киевнаучфильм о царском семействе (царь с царицей да бабка с дедом) и любимом «дитяте» — царевиче, который внезапно захворал. Сказка о том, как один дровосек царевича от недуга вылечил.

## Сюжет
В некотором царстве в некотором государстве жила семья из царя, царицы, деда, бабки да любимого всеми царевича. Вся семья жила для дитятки, все радовались ему, не могли налюбоваться. Но вот в один не добрый день, во время прогулки в саду, на царевича налетел ветер и он заболел — перестал есть, пить, ничему не рад. Царь объявил о вознаграждении любому, кто хворь из царевича выгонит. Первым приехал из страны ганзейской знаменитый лекарь — всех наук магистр, — но оказался бессильным перед недугом царевича. Вторым явился восточный лекарь — великий волшебник из страны шамоханской. Долго колдовал над царевичем, но помочь не смог.
Мимо печального дворца проходил дровосек, который взялся вылечить царевича. Удивились все, да разрешили ему царевича лечить. Нашёл мужик пень крепкий и заявил царевичу: «Под этим пнём корень жизни растет, вот тебе топорик — руби!» Так и вылечился царевич — трудом. А средство совсем простое было.

## О мультфильме
Это единственная режиссерская работа Оксаны Ткаченко. Фёдор Хитрук данную сценарную работу серьезной не считал и в своей книге «Профессия - аниматор» об этой работе не упоминает.
«Мы закончили „Топтыжку“, и я уже думал о дальнейшей работе, но ничего заразительного не находилось…» — Так пишет Фёдор Савельевич о работе в 1965 году, перед тем как взяться за мультфильм «Каникулы Бонифация».